# Arlington Sisu 1A
Arlington Sisu 1A är ett amerikanskt segelflygplan.
Sisu 1A konstruerades av Leonard Niemi som ett segelflygplan lämpligt för hembygge. Efter att första prototypen fördigställts och flygutprovats 1958, visade sig flygplanet ha mycket goda flygegenskaper. Niemi övergav då sin idé att endast sälja flygplanet i form av ritningar och byggsatser. Han startade istället företaget Arlington Aircraft Company för att serietillverka flygplanet. Vid serietillverkningen kunde flygplanets vikt minska vilket förbättrade flygplanets prestanda. Med ett bästa glidtal på 37 kunde det teoretiskt flyga 37 km med en höjdförlust på 1 000 meter. 
Flygplanet var tillverkat helt i metall med ett V-format stjärtparti där stabilisatorn även fungerade som fena. Vingen som tillverkades i en NACA 65 profil var monterad i flygplanskroppens överkant strax bakom förarkabinutrymmet.
Flygplanet deltog vid olika segelflygtävlingar och placerade sig som regel bland topp fem, den vann det amerikanska mästerskapet i segelflyg 1962, 1965 och 1967. Med Al Parker som pilot satte det tre världsrekord i olika distansflygningar varav ett var den första distansflygningen på över 1 000 km med ett segelflygplan. 
Flygplanet som användes av Parker vid rekordflygningen finns i dag utställt på Smithsonian Air & Space Museum, ytterligare ett flygplan finns utställt på National Soaring Museum i USA. Totalt tillverkades 11 flygplan. 